# Maciej Kucharek
Maciej Robert Kucharek (Łowicz, 20 luglio 1993) è un cestista polacco.

## Palmarès
- Campionato polacco: 1

Zielona Góra: 2014-15
- Coppa di Polonia: 1

Zielona Góra: 2015
- Alpe Adria Cup: 2

Dąbrowa Górnicza: 2022-2023, 2023-2024